# Lucy Shuker
Lucy Shuker (ur. 28 maja 1980 w Dosze) – brytyjska tenisistka niepełnosprawna.

## Kariera w tenisie na wózkach
Startując w tenisie na wózkach, zdobyła trzy medale igrzysk paraolimpijskich w grze podwójnej: srebrny (Tokio 2020) oraz dwa brązowe (Londyn 2012, Rio de Janeiro 2016). Trzykrotnie triumfowała w mistrzostwach na zakończenie sezonu w grze podwójnej (2005, 2007, 2016). Ponadto dziewięciokrotnie dotarła do wielkoszlemowych finałów w deblu.
W rankingu ITF najwyżej była na 5. miejscu w singlu (25 marca 2013), oraz na 3. pozycji w deblu (10 czerwca 2013). W całej karierze Shuker zwyciężyła w 34 turniejach singlowych i 79 deblowych.
Legenda
     W, wygrany turniej
     F, przegrana w finale
     SFW, wygrana w meczu o trzecie miejsce
     SF, przegrana w półfinale, SFP, przegrana w meczu o trzecie miejsce
     QF, przegrana w ćwierćfinale
     xR przegrana w x rundzie
     LQ, przegrana w kwalifikacjach
     RR, przegrana w fazie grupowej
     A, brak startu
     NH, impreza nie odbyła się

### Występy w Wielkim Szlemie

#### Gra pojedyncza
| Wielkoszlemowe turnieje w singlu na wózkach |                |                |                |                |                |                |                |                |                |    |    |    |    |    |    |    |
| Australian Open                             | QF             | QF             | QF             | QF             | A              | A              | SF             | QF             | A              | QF | SF | QF | QF | A  | QF | SF |
| French Open                                 | A              | QF             | QF             | A              | A              | A              | QF             | A              | A              | QF | A  | A  | A  | A  | A  | 1R |
| Wimbledon                                   | Nie rozgrywano | Nie rozgrywano | Nie rozgrywano | Nie rozgrywano | Nie rozgrywano | Nie rozgrywano | Nie rozgrywano | Nie rozgrywano | Nie rozgrywano | QF | QF | QF | A  | NH | QF | QF |
| US Open                                     | A              | NH             | A              | A              | A              | NH             | QF             | A              | QF             | NH | QF | QF | A  | QF | A  | 1R |

#### Gra podwójna
| Wielkoszlemowe turnieje w deblu na wózkach |    |    |    |   |    |    |    |    |    |    |    |    |    |    |   |    |
| Australian Open                            | QF | SF | SF | F | A  | A  | F  | SF | A  | SF | SF | SF | SF | A  | F | F  |
| French Open                                | SF | SF | SF | A | A  | A  | SF | A  | A  | SF | A  | A  | A  | A  | A | QF |
| Wimbledon                                  | NH | NH | F  | F | SF | F  | SF | SF | SF | SF | SF | F  | A  | NH | F | SF |
| US Open                                    | A  | NH | A  | A | A  | NH | SF | A  | SF | NH | SF | SF | A  | SF | A | QF |

### Turnieje Masters oraz igrzyska paraolimpijskie
| Turniej                  | 2005           | 2006           | 2007           | 2008 | 2009           | 2010           | 2011           | 2012 | 2013           | 2014           | 2015           | 2016 | 2017           | 2018           | 2019           | 2020           | 2021 | 2022 |
| ------------------------ | -------------- | -------------- | -------------- | ---- | -------------- | -------------- | -------------- | ---- | -------------- | -------------- | -------------- | ---- | -------------- | -------------- | -------------- | -------------- | ---- | ---- |
| Turnieje Masters         |                |                |                |      |                |                |                |      |                |                |                |      |                |                |                |                |      |      |
| singel                   | A              | A              | A              | RR   | A              | RR             | A              | RR   | RR             | A              | RR             | RR   | RR             | RR             | A              | NH             | A    |      |
| debel                    | SFW            | F              | SFW            | F    | RR             | F              | RR             | SF   | SF             | SF             | SF             | W    | SF             | SF             | F              | NH             | SF   |      |
| Igrzyska paraolimpijskie |                |                |                |      |                |                |                |      |                |                |                |      |                |                |                |                |      |      |
| singel                   | Nie rozgrywano | Nie rozgrywano | Nie rozgrywano | 2R   | Nie rozgrywano | Nie rozgrywano | Nie rozgrywano | QF   | Nie rozgrywano | Nie rozgrywano | Nie rozgrywano | 2R   | Nie rozgrywano | Nie rozgrywano | Nie rozgrywano | Nie rozgrywano | 2R   | NH   |
| debel                    | Nie rozgrywano | Nie rozgrywano | Nie rozgrywano | QF   | Nie rozgrywano | Nie rozgrywano | Nie rozgrywano | SFW  | Nie rozgrywano | Nie rozgrywano | Nie rozgrywano | SFW  | Nie rozgrywano | Nie rozgrywano | Nie rozgrywano | Nie rozgrywano | F    | NH   |